# 吴炜 (1968年)
吴炜（1968年9月—），男，汉族，广东普宁人，中华人民共和国政治人物，曾任中共柳州市委书记，第十三届全国人民代表大会广西壮族自治区代表。

## 生平
2018年，吴炜被选为广西壮族自治区出席第十三届全国人民代表大会代表。
2023年11月，吴炜因为涉嫌严重违纪违法而接受中共广西自治区纪委监委纪律审查和监察调查。同年6月，他与前任柳州市委书记郑俊康同时被广西壮族自治区纪委监委开除党籍与公职。12月19日，广西壮族自治区北海市中级人民法院一审以受贿罪、滥用职权罪判处吴炜死缓。